# جيسون فورمان
جيسون فورمان (بالإنجليزية: Jason Furman)‏ (و. 1970 – م) هو عالم اقتصاد من الولايات المتحدة الأمريكية . ولد في مدينة نيويورك .
وهو عضو في الحزب الديمقراطي الأمريكي .

## التعليم
تعلم في جامعة هارفارد، وكلية لندن للاقتصاد.

## روابط خارجية
- جيسون فورمان على موقع مونزينجر (الألمانية)
- جيسون فورمان على موقع إن إن دي بي (الإنجليزية)